# Fosforečnan amonný
Fosforečnan amonný je bílá krystalická látka rozpustná ve vodě se vzorcem (NH4)3PO4. Tato látka běžně krystalizuje jako trihydrát.

## Výroba
Tato látka se běžně vyrábí reakcí kyseliny fosforečné a amoniaku (obvykle roztoku), dle rovnice:
H3PO4 + 3 NH3 → (NH4)3PO4
V případě nedostatku amoniaku vznikají dihydrogenfosforečnan amonný a hydrogenfosforečnan amonný.
Alternativní metodou je použití apatitu (fosforečnanu vápenatého) s vodným roztokem amoniakem:
Ca3(PO4)2 (s) + 6 NH3 (aq) + 6 H2O → 3 Ca(OH)2 (s) + 2(NH4)3PO4 (aq)
Apatit se obvykle rozdrtí na malé kousky před použitím, vzniklý hydroxid vápenatý je následně odfiltrován.

## Využití
Tato látka je používaná jako významné hnojivo, obsahuje totiž fosfor a dusík. Obvykle se sice nepoužívá samotná, ale je součástí vícesložkových hnojiv.
Dále se tato látka používá na srážecí analýzu.
Mimo tohle všechno je to potravinářské aditivum, ale obvykle bývá nahrazeno fosforečnanem sodným.